# Ț
Ț ، ț یا T-کاما یکی از حروف الفبای رومانیایی است و نشان‌دهندهٔ آوای /t͡s/ ‏می‌باشد. شکل ظاهری این حرف برساخته از یک T و یک ویرگول در زیر آن می‌باشد. جز رومانیایی، از این حرف در زبان گاگائوز و نیز الفبای لیوونیایی نیز استفاده‌می‌شود.